# Пвані (регіон)
Пвані (суах. Pwani) — один з 31 регіону Танзанії. Площа становить 32 407 км², за переписом 2012 року його населення становило 1 098 668 осіб.  Адміністративний центр - місто Кібаха.

## Географія
Регіон знаходиться в східній частині країни. Межує з регіоном Танга (на півночі), Лінді (на півдні), Морогоро (на заході), містом Дар-ес-Салам (на сході). На сході також омивається водами Індійського океану. До складу регіону входить досить великий острів Мафія. Слово «pwani» в перекладі з суахілі означає «узбережжя».

## Адміністративний поділ

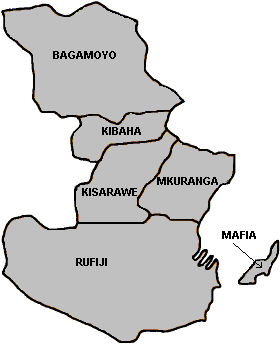
Адміністративна карта регіону Пвані

В адміністративному відношенні ділиться на 6 округів:
- Багамойо: 9 842 км²
- Кібаха: 1 812 км²
- Кісараве: 4 464 км²
- Руфіджі: 13 339 км²
- Мкуранга: 2 432 км²
- Мафія: 518 км²